# Sarsa de Surta
Sarsa de Surta es una localidad y antiguo municipio de España perteneciente al actual municipio de Aínsa-Sobrarbe, en el Sobrarbe, provincia de Huesca, Aragón.
Situada en la orilla derecha del río Vero, en un amplio valle y a una altitud de 884 m justo al lado del parque natural de la Sierra y Cañones de Guara. Su urbanismo está estructurado en cuatro agrupaciones que rodean a la iglesia parroquial y forman un conjunto interesante de construcción popular.
Esta población se despobló en la década de los años 1950 y 1960, emigrando sus habitantes a las poblaciones del Somontano, a las grandes ciudades y a los pueblos de colonización agraria de la comarca de los monegros. En la década de 1990 vuelve el pueblo a habitarse.

## Geografía humana

### Demografía
| Gráfica de evolución demográfica de Sarsa de Surta entre 1842 y 1960 |
| |
| Población de derecho según los censos de población del INE Población de hecho según los censos de población del INEEntre el censo de 1857 y el anterior, crece el término del municipio porque incorpora a 225035 (Bagüeste) y 225045 (Las Bellostas) Entre el censo de 1970 y el anterior, este municipio desaparece porque se integra en el municipio 22026 (Alto Sobrarbe) |

### Localidad
Datos demográficos de la localidad de Sarsa de Surta desde 1900:
| 163                   | 174 | 162 | 108 | 141 | 101 | 74 | 0 | 0 | 0 | 5 | 6 | 8 |
| (Fuente: IAEST e INE) |     |     |     |     |     |    |   |   |   |   |   |   |

- Datos referidos a la población de derecho.

### Antiguo municipio
Datos demográficos del municipio histórico de Sarsa de Surta desde 1842 hasta su integración en el municipio de Alto Sobrarbe.
| 338           | 492 | 483 | 490 | 373 | 437 | 460 | 480 | 454 | 338 | 364 | 307 | 224 | -- |
| (Fuente: INE) |     |     |     |     |     |     |     |     |     |     |     |     |    |

- Entre el censo de 1857 y el anterior, crece el término del municipio porque incorpora a Bagüeste y Las Bellostas.
- Entre el censo de 1970 y el anterior, este municipio desaparece porque se integra en el municipio de Alto Sobrarbe.
- Datos referidos a la población de derecho, excepto en los censos de 1857 y 1860 que se refieren a la población de hecho.

## Monumentos de interés

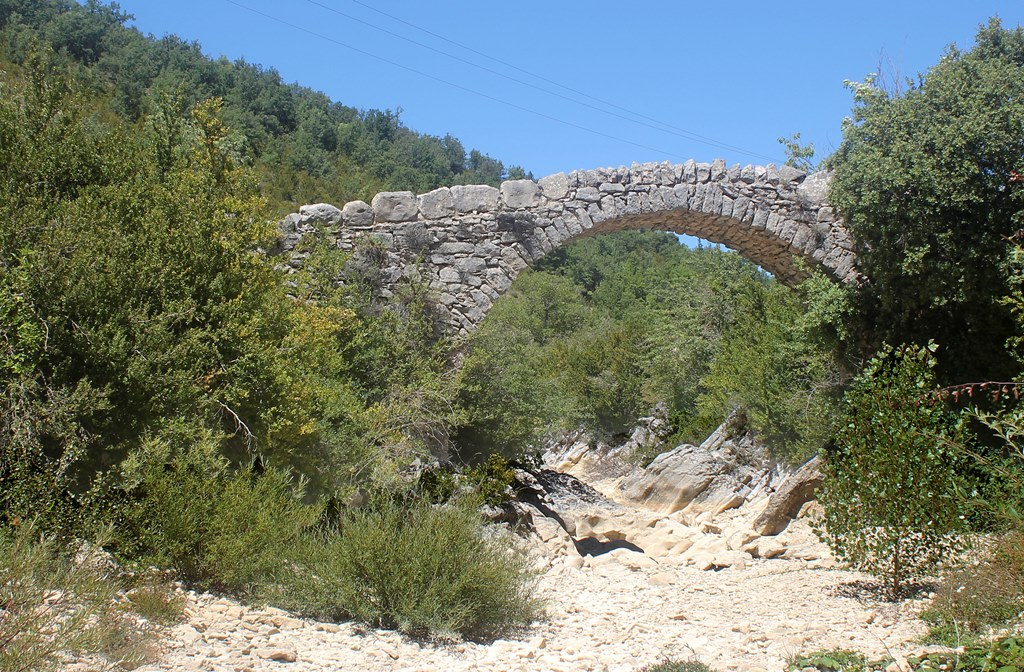
Puente románico

En su entorno nos encontramos con dos cuevas que tiene restos prehistóricos y visigóticos. En la cueva de Foradada se han encontrado restos funerarios visigóticos.
En la cueva Drólica se han encontrado restos de cerámica del periodo campaniforme.
Entre las edificaciones que componen el pueblo destaca la iglesia parroquial del siglo XI o XII de estilo románico que consta de una única nave. La torre de planta cuadrada y ornamentada con ventanal geminado es lo mejor conservado del conjunto aun cuando es de las partes más antiguas del mismo. El ábside que cerraba la nave en su cabecera, ha desaparecido. La construcción sufrió grandes reformas en el siglo XVI. También destacan los puentes, todos ellos románicos.
El conjunto formado por el Museo y Paraje Etnológico de Pedro Buil, molino, arnal y tejar acerca al visitante a la vida de estas tierras. Es señalable la casa Ramón con su escudo de armas de 1586.
Cerca, sobre el promontorio Surta, se encuentran los restos de una torre defensiva que tiene adosada una ermita románica y estaba rodeada por un poblado. Se dice que el rey Ramiro II "el Monje" de Aragón residió aquí en 1137.
La peña surta de 1.250 metros de altitud es su punto más alto del pueblo, por el viejo camino de tarda una hora 1 hora 15 minutos. En la cima hay un gran conjunto de piedras de unos 2m de altitud, ese es su punto máximo. En verano y otoño se pueden ver cabras sueltas por la sierra.

## Rutas de BTT
Es un buen sitio para practicar ciclismo de montaña, desde el pueblo se pueden subir a un puerto, dos subidas y una ruta btt que empieza en Sarsa de Surta y llega a Paules de Sarsa pasando por Santa María de la Nuez.
Es un puerto de clase media de unos 6,5 km. Empieza por un sube y baja desde Sarsa, después llegan unas rampas de hasta el 12%. El puerto sigue con una media de 7 y 8%, llega a una pequeña bajada de 400 m y sigue en rampas duras, hasta que llegas a los últimos 600 m muy duros. Al llegar hay que bajar hasta el pueblo.